# Anolis unilobatus
Anolis unilobatus (блакитноплямистий віяловий аноліс) — вид ігуаноподібних ящірок родини анолісових (Dactyloidae). Мешкає в Мексиці і Центральній Америці.

## Поширення і екологія
Блакитноплямисті віялові аноліси мешкають на південному сході Мексики, в Гватемалі, Гондурасі, Нікарагуа і [Коста-Рика|Коста-Риці]]. Вони живуть на відкуритих місцевостях, зокрема в саванах, на узліссях та в порушених середовищах. Зустрічаються на висоті до 1200 м над рівнем моря. Живляться дрібними безхребетними.